# 최재원 (기업인)
최재원(崔再源, 1963년 ~ )은 대한민국의 기업인이다. 본관은 수성이며, SK그룹 회장을 지낸 최종현의 차남이자 최태원의 동생이다. SK 수석부회장을 맡고 있다.

## 학력
- 1979년 ~1982년 신일고등학교
- 1982년 ~ 1986년 브라운대학교 물리학 학사
- 1987년 ~ 1989년 스탠퍼드대학교 대학원 재료공학 석사
- 1989년 ~ 1993년 하버드대학교 경영대학원 경영학 석사

## 경력
- 1996년 ~ 1997년 SKC 사업기획실 실장, 상무
- 1998년 ~ 1999년 SKC 경영지원본부 본부장
- 1999년 ~ 2000년 SK텔레콤 IMT2000 사업추진위원회 상근위원, 전무
- 2000년 ~ 2001년 SK텔레콤 전략지원부문장, 부사장
- 2002년 ~ 2004년 SK텔레콤 코퍼레이트센터 센터장
- 2004년 ~ 2005년 SK엔론 부회장
- 2005년 SK E&S 대표이사 부회장
- 2006년 ~ 2011년 SK가스 대표이사 부회장
- 2009년 SK텔레콤 이사회 의장
- 2009년 SK 대표이사 부회장
- 2011년 SK네트웍스 이사회 의장
- 2011년 ~ SK그룹 수석부회장
- 2021년 ~ 2024년 SK온 대표이사 수석부회장
- 2024년 ~ SK이노베이션 수석부회장